# 阿门·汤普森
阿梅兹·XLNC·“阿门”·汤普森（英語：Ameiz XLNC "Amen" Thompson，2003年1月30日—），美国职业篮球运动员，司职小前鋒，在2023年NBA選秀中被休斯敦火箭以第1轮第4顺位选中。他是另一名NBA球员奥萨尔·汤普森的同卵双胞胎哥哥。

## 早年生涯
阿门·汤普森和他的双胞胎弟弟奥萨尔·汤普森在加州聖利安住出生并一起长大，有牙买加血统，叔叔曾代表牙买加出战1992年夏季奥林匹克运动会400米跨欄。两人被取中间名“XLNC”，发音为excellence（意为卓越）。
进入中学8年级时，佛罗里达州劳德代尔堡的松冠高中向兄弟俩抛出了橄榄枝，这家高中曾培养出NBA球员布兰登·奈特。于是双胞胎二人和父亲一起搬去了佛罗里达，为松冠高中打球。在9年级时，两人率领球队夺得州冠军。但松冠高中并不是一所全国知名的篮球高中，兄弟俩为了申请大学开始考虑转学到凤凰城一高中。此时，新成立的加时精英联盟（OTE联盟）球探找上两人，说服两人赌上一把，跳过大学直接签约新建的OTE联盟。

## 职业生涯

### OTE（2021-23）
2021年5月，在高中还剩最后一年时，汤普森兄弟一起签约了新建的OTE联盟，在其位于亚特兰大的设施里训练和打比赛。OTE联盟球员的底薪为每赛季10万美元，外加奖金、联盟股份和其他收入。
阿门·汤普森在2021-22赛季代表Team OTE打比赛，2022-23赛季代表城市收割者队打比赛，并随城市收割者队夺得当赛季冠军（全联盟共3队）。

### NBA（2023-今）
在2023年NBA選秀中，阿门·汤普森被休斯敦火箭以第1轮第4顺位选中，而弟弟奥萨尔也紧随其后被底特律活塞以第1轮第5顺位选中。2023年7月，阿门·汤普森与火箭队正式签约。